# Kostís Palamás

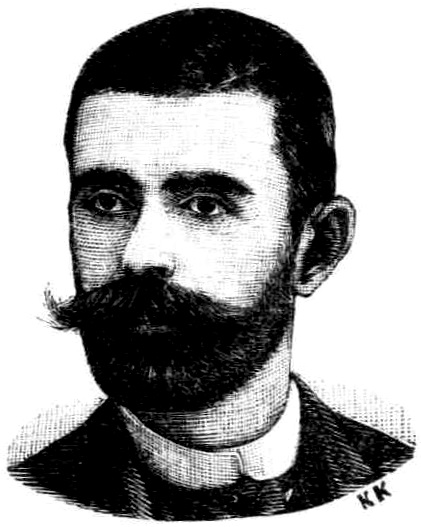
Kostís Palamás

Kostís Palamás (Grieks: Κωστής Παλαμάς) (Patras, 13 januari 1859 - Athene, 27 februari, 1943) was een Nieuwgrieks dichter.
Palamás werd geboren te Patra in een familie van intellectuelen uit Mesolongi, de stad waar hij ook zijn jeugd heeft doorgebracht. Mesolongi heeft ook zijn gedachtegoed vervuld met herinneringen aan de onafhankelijkheidsoorlog. Hij studeerde rechten in Athene, maar nam nooit deel aan de eindexamens. Hij werd journalist en kreeg een secretariaatsbaan aan de Atheense Universiteit.
Hij begon zijn literaire loopbaan met satische verzen tegen de toestanden in Griekenland. Hij bestudeerde de principes van de Franse poëtische scholen, onder andere de Parnassiens en de Symbolisten. In 1886 gaf hij een bundel De Gedichten van mijn Vaderland uit, die het begin was van de School van Athene. Palamás zocht zijn inspiratie niet alleen in de volkspoëzie, hij hield zich ook bezig met algemene problemen, zowel in Griekenland als in de rest van de wereld. Door zijn kunst heeft hij verwezenlijkt wat de Griekse politici van zijn tijd niet gelukte: hij opende voor de Griekse natie een nieuwe horizon van gedachten en deed de belangstelling van de wereld voor Griekenland ontwaken.
Belangrijkste werken (titels in vertaling):
- Hymne aan de godin Athena (1889) -- De Ogen van mijn Ziel (1898) -- Groeten van de Zonnedochter (1900) -- Stad en eenzaamheid (1912) -- Schuchtere en harde verzen (1933) -- Vuren van de Avond (1944, postuum)
- epiek: De Dodekaloog van de Zigeuner (1907, het epos van een onrustige ziel die vruchteloos voldoening zoekt in liefde, religie, kunst en traditie) -- De Fluit van de Keizer (1910, geïnspireerd door de tijd van keizer Basilius 'de Bulgarendoder')

## Trivia
In oktober 2018 gaf Griekenland een herdenkingsmunt van 2 euro uit ter gelegenheid van de 75e sterfdag van Palamás.
- Bibsys: 90547297
- Biblioteca Nacional de España: XX1388927
- Bibliothèque nationale de France: cb125316971 (data)
- Catàleg d'autoritats de noms i títols de Catalunya: 981058616074106706
- CiNii: DA10422303
- Gemeinsame Normdatei: 119314738
- International Standard Name Identifier: 0000 0001 2120 9995
- Library of Congress Control Number: n82019551
- Nationale Bibliotheek van Letland: 000321509
- MusicBrainz: 24c5b9a3-10ca-45da-85c5-12b44fecd4cd
- Bibliotheek van het Japanse parlement: 00528867
- Nationale Bibliotheek van Tsjechië: jn20010601140
- Nationale Bibliotheek van Israël: 987007274907805171
- Nationale Bibliotheek van Polen: a0000001181272
- Nederlandse Thesaurus van Auteursnamen: 069661804
- Istituto Centrale per il Catalogo Unico: MILV027427
- LIBRIS: 82316
- SNAC: w65m8g7j
- Système universitaire de documentation: 034574859
- Trove: 941542
- Virtual International Authority File: 12417223
- WorldCat: E39PBJdMhMBmbyqgjctFcPcpT3